# Набилковская богадельня
Набилковская богадельня — благотворительное учреждение в Москве, основанное в 1828 году.

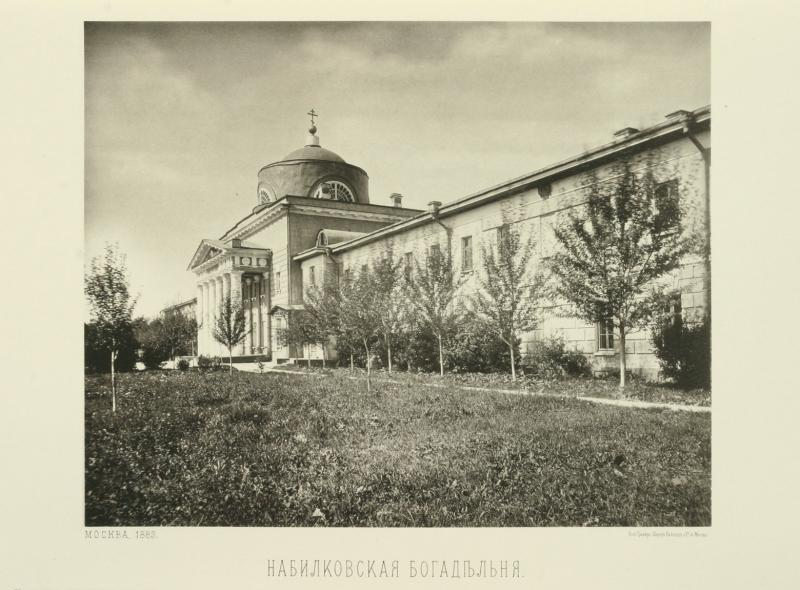
Набилковская богадельня, 1882 г.

## История
В 1828 году в дом московского купца Фёдора Фёдоровича Набилкова на 1-й Мещанской улице (ныне проспект Мира) с Маросейки была переведена богадельня Московского отделения человеколюбивого общества. В том же году братья Фёдор и Василий Фёдоровичи Набилковы, отличавшиеся широкой благотворительностью скупили незастроенные участки по Протопоповскому переулку, чтобы устроить там богадельню. В 1831 году был построен по проекту, предположительно, архитектора А. Г. Григорьева в стиле ампир каменный двухэтажный корпус, в котором и открылась богадельня.
В ведомостях Филиповской церкви было записано, что с первых дней помощь оказывалась 161 женщине и 14 мужчинам из разных сословий. В здании, 4 июня 1831 года был заложен храм Св. Троицы, освящённый 17 ноября 1835 года епископом Дмитриевским Исидором.
Ф. Ф. Набилков до своей кончины пожертвовал для богадельни и училища более 300 тысяч рублей. Чтобы богадельня получала полное и наилучшее благоустройство, Набилковы привлекали других благотворителей. Так, московский купец Захарий Чернышёв пожертвовал значительную сумму денег, на которую к концу 1830-х годов был построен правый восточный корпус, в котором разместилось отделение для престарелых и убогих; весь корпус был разделен на 9 палат, где размещалось до 250 человек. К тому времени главное здание богадельни не могло вместить всех нуждающихся, поэтому началось строительство ещё одного корпуса (северного) с двумя флигелями для мужского отделения и больницы с храмом во имя Всех Святых. Храм с колокольней был заложен в 1847 году.
В разное время в Набилковскую богадельню были переведены призреваемые из других благотворительных учреждений. В 1839 году сюда переехали призреваемые из Якиманского богадельного дома, который был упразднён. В 1876 году на территории Набилковской богадельни были возведены новые здания, куда в 1878 году была перемещена Маросейско-Усачевская богадельня. Таким образом, Московский Попечительный о бедных комитет хотел объединить свои учреждения в одно целое.
Внимая общественным нуждам, Попечительский совет на территории Набилковской богадельни открыл в 1869 году Троицкую начальную школу, в 1880 году — глазную лечебницу.
В 1920-х годах все учреждения прекратили существование, и после перестройки зданий здесь находились различные конторы. Долгое время здесь размещалось Министерство химического и нефтяного машиностроения СССР.